# Japanmuseum SieboldHuis
Japanmuseum SieboldHuis, of SieboldHuis, is een museum aan het Rapenburg in de Nederlandse stad Leiden. In het museum worden voorwerpen getoond die Philipp Franz von Siebold (1796-1866) tussen 1823 en 1829 heeft verzameld tijdens zijn verblijf op Deshima, de Nederlandse handelsnederzetting bij Nagasaki in Japan. Het fungeert ook als een museum van de Japanse cultuur.
Von Siebold was zeer geïnteresseerd in alle aspecten van de Japanse natuur en cultuur en zijn collectie is dan ook zeer divers. Het SieboldHuis heeft een vaste expositie van landkaarten, gesteente, dieren en planten, gebruiksvoorwerpen en kunst. Daarnaast bieden wisselende tentoonstellingen een gevarieerd programma van Japanse kunst.
Het monumentale huis is eigendom van de Rijksgebouwendienst en bood vroeger onderdak aan het kantongerecht.
Sinds een aantal jaren organiseert het SieboldHuis in het voorjaar de Japanmarkt op het Rapenburg. Op deze markt worden allerlei Japanse zaken getoond en verkocht. Ook zijn er verschillende activiteiten zoals muziekoptredens en cosplay.
Dit huis stond in 2012 model voor het 93e Delfts blauwe huisje van de KLM.

## Afbeeldingen

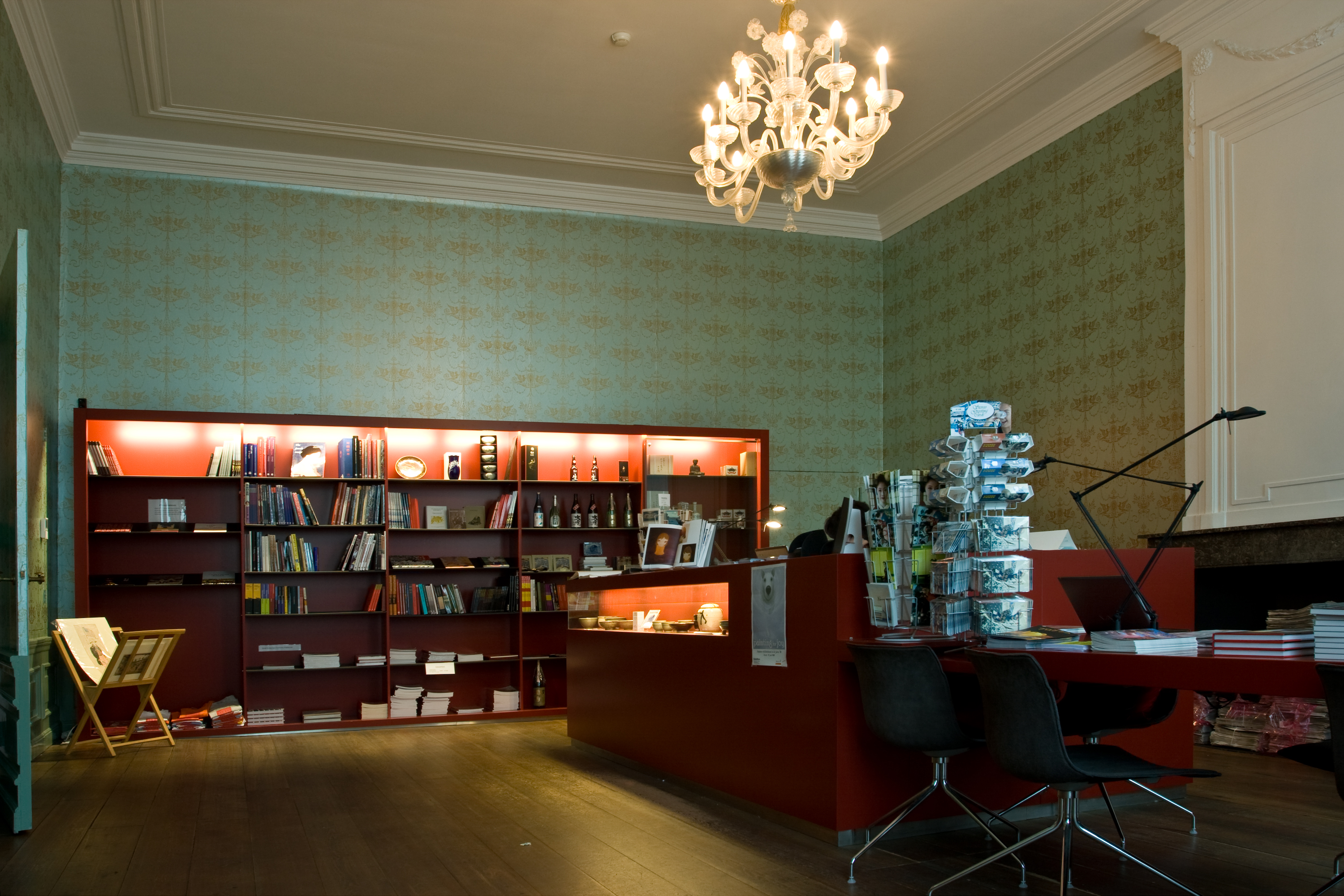
Receptiekamer SieboldHuis
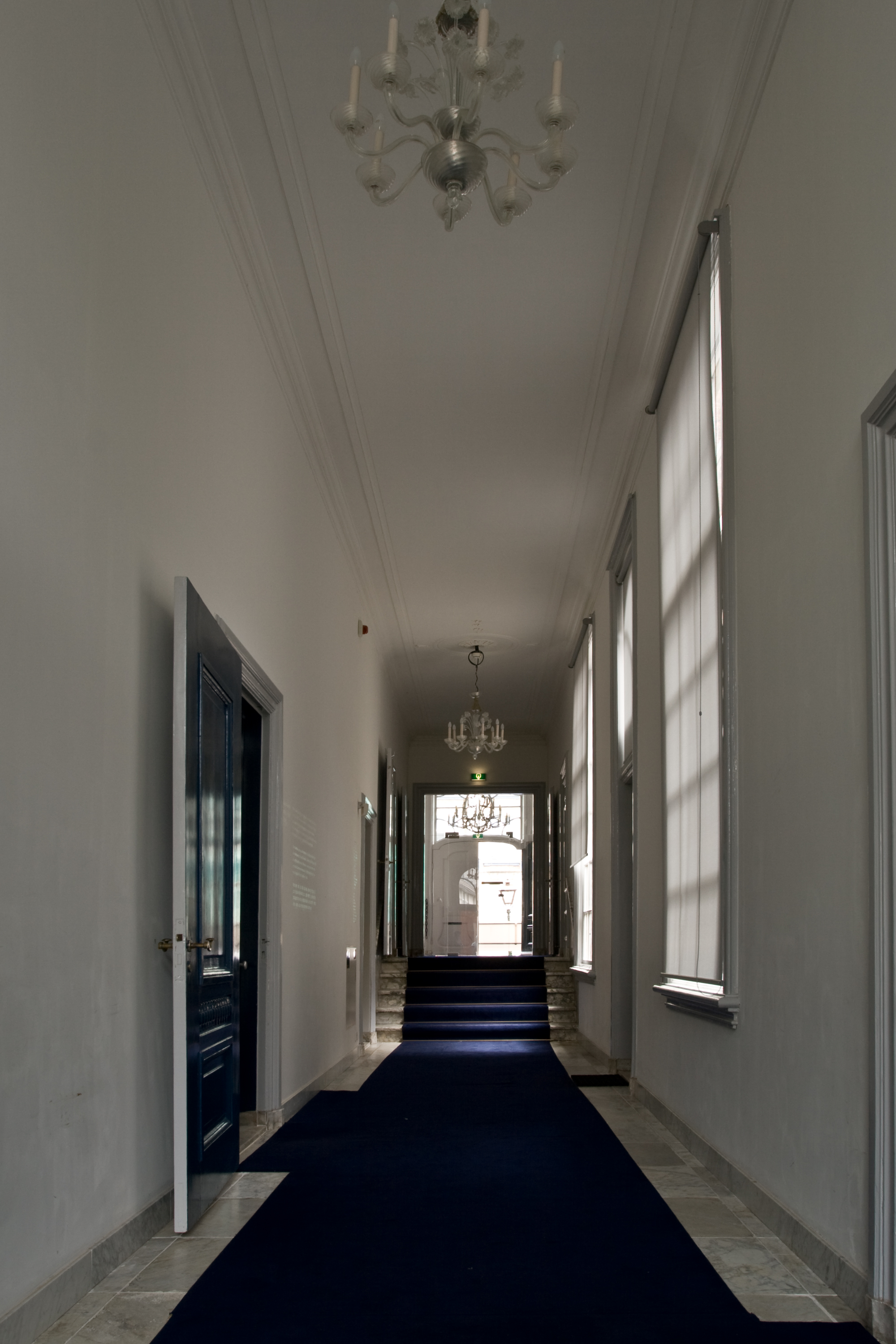
Hal SieboldHuis
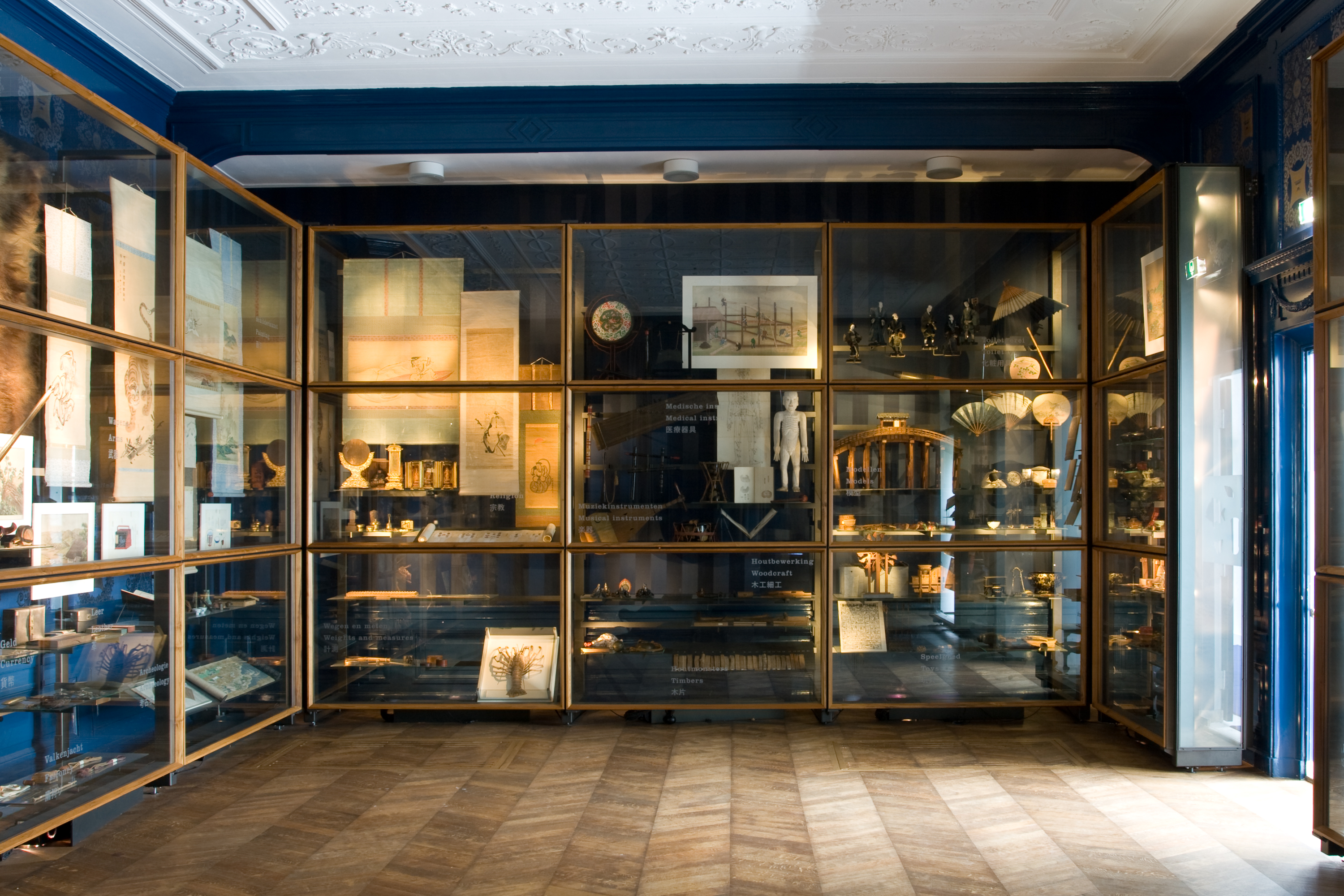
Panoramakamer SieboldHuis

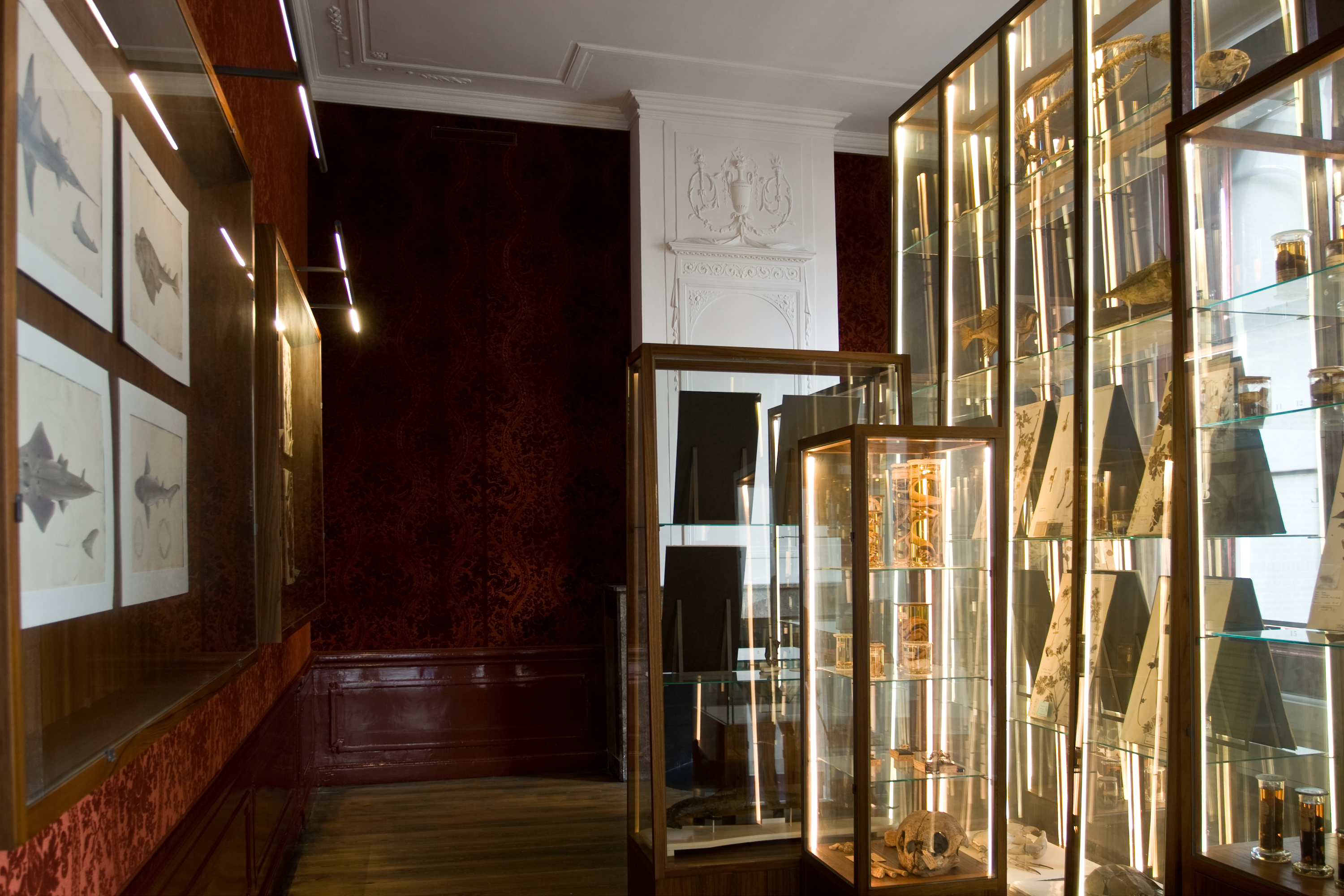
Flora en Faunakamer SieboldHuis
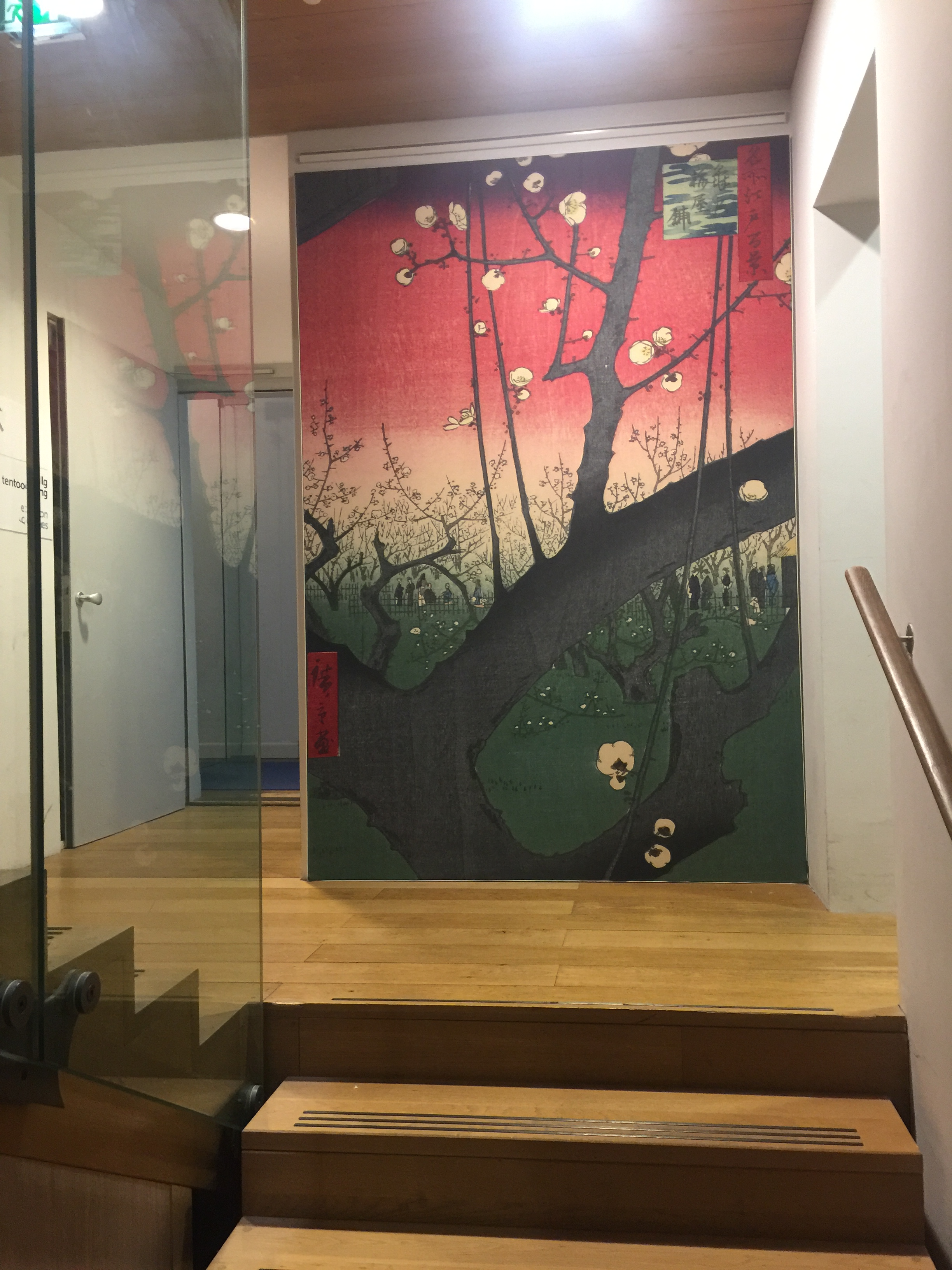
Kameido (Ando Hiroshige)
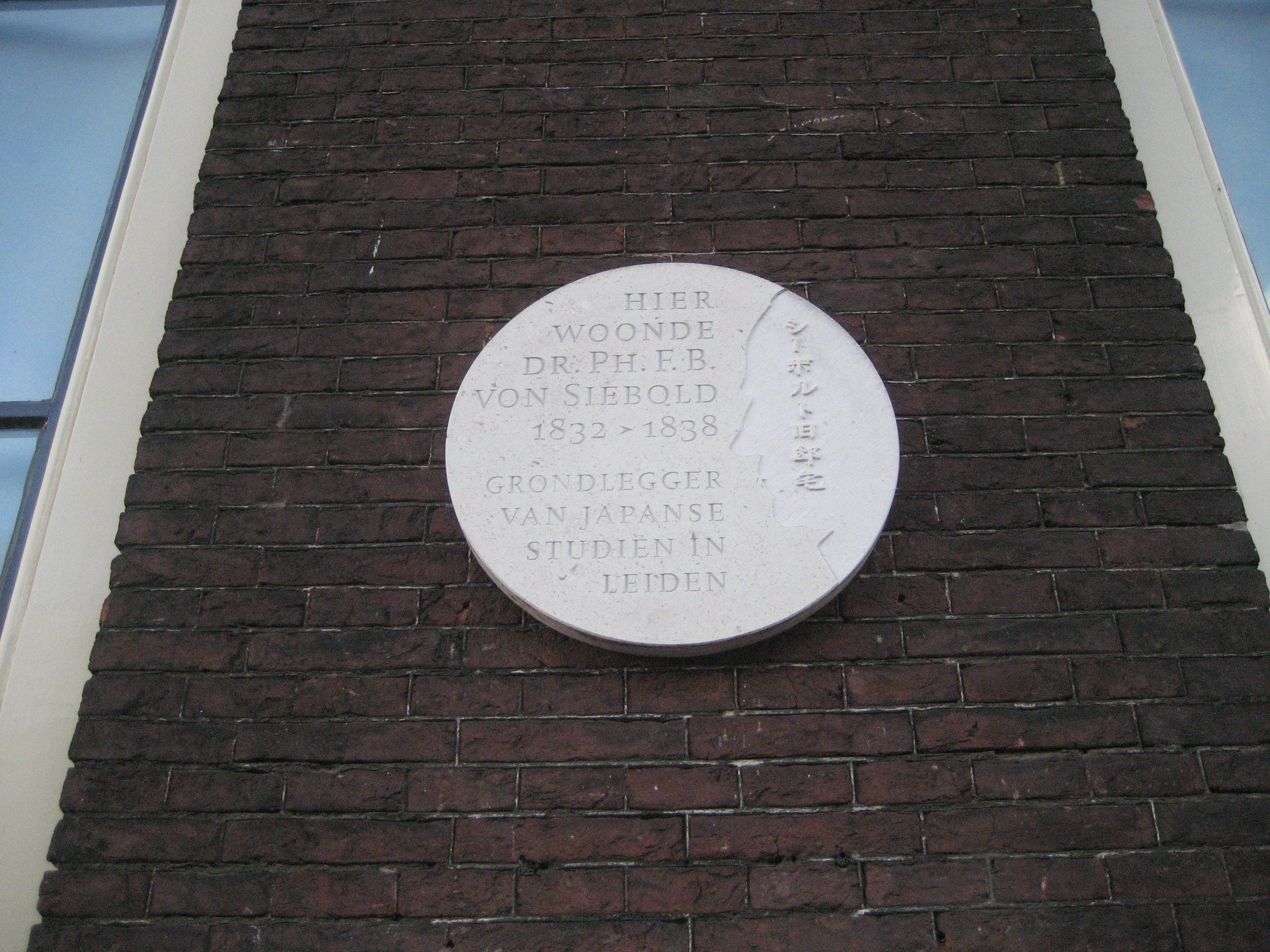
Plaquette op Sieboldhuis